# یواس‌اس تاکر (دی‌دی-۳۷۴)
یواس‌اس تاکر (دی‌دی-۳۷۴) (به انگلیسی: USS Tucker (DD-374)) یک کشتی بود که طول آن ۱۰۴ متر (۳۴۱ فوت) بود. این کشتی در سال ۱۹۳۶ ساخته شد.